# Radmilo Ivančević
Radmilo Ivančević (nacido el 4 de septiembre de 1950) es un exfutbolista serbio que se desempeñaba como guardameta y entrenador.

## Clubes

### Como futbolista
| Club                    | País           | Año         |
| ----------------------- | -------------- | ----------- |
| FK Takovo               | Yugoslavia     | 1967 - 1970 |
| FK Šumadija Aranđelovac | Yugoslavia     | 1970 - 1975 |
| Partizán de Belgrado    | Yugoslavia     | 1975 - 1977 |
| Fenerbahçe              | Turquía        | 1977 - 1979 |
| Partizán de Belgrado    | Yugoslavia     | 1979 - 1981 |
| Cleveland Force         | Estados Unidos | 1982 - 1983 |

### Como entrenador
| Club                        | País                | Año         |
| --------------------------- | ------------------- | ----------- |
| FK Šumadija Aranđelovac     | Yugoslavia          | 1983 - 1984 |
| Kazma SC                    | Kuwait              | 1984 - 1988 |
| Sakaryaspor                 | Turquía             | 1998        |
| FK Radnički Niš             | Serbia              | 1999        |
| AEK Larnaca                 | Chipre              | 1999 - 2000 |
| OFK Belgrado                | Serbia              | 2000        |
| Consadole Sapporo           | Japón               | 2002        |
| AEP Paphos FC               | Chipre              | 2002 - 2003 |
| FK Obilić Belgrado          | Serbia              | 2004        |
| FK Rad Belgrado             | Serbia              | 2004 - 2005 |
| FK Makedonija Gjorče Petrov | Macedonia del Norte | 2006 - 2007 |
| FK Smederevo                | Serbia              | 2007 - 2008 |
| Al-Kuwait                   | Kuwait              | 2008        |
| Alki Larnaca FC             | Chipre              | 2009 - 2010 |
| Atromitos Yeroskipou        | Chipre              | 2010 - 2011 |
| Alki Larnaca FC             | Chipre              | 2011 - 2013 |
| FK Radnički Kragujevac      | Serbia              | 2013 - 2014 |
| Pafos FC                    | Chipre              | 2014        |